# Дорога на Москву
Дорога на Москву (Конница, Всадники) — название конной монументально-декоративной композиции, располагавшейся в Чебоксарах с 1989 по 2016 год. Изображает поход чувашской делегации в Москву с челобитной о добровольном вхождении в состав России. Скульптор — Ф. И. Мадуров, архитектор — Ю. М. Новосёлов.
Конница была установлена в 1989 году при въезде в Чебоксары с Ядринского шоссе на Московский проспект. В 2005 году перенесена в парк 500-летия Чебоксар, в 2016 году демонтирована окончательно и возвращена автору.

## Сюжет
Группу всадников возглавляют послы Горной стороны Магмет Бозубов и Ахкубек Тогаев. В составе делегации имеется и женщина.
Это единственный в республике памятник, посвящённый не отдельному герою или общему понятию, а событию общенационального значения — добровольному вхождению в 1551 году чувашей и горных марийцев в состав России.

## История
Композиция была установлена 22 мая 1989 года на транспортном кольце у пересечения улицы Гузовского и Московского проспекта.
Монументальный комплекс из дуба, созданный скульптором Фёдором Мадуровым, первоначально был установлен на старой московской дороге в северо-западном районе города Чебоксары. Причина выбора именно этого места: напоминание о походе предков поволжских народов в 1551 году к царю Ивану IV с челобитной об объединении. В 1984 году памятник был признан лучшим монументально-декоративным произведением, выполненным в системе Художественного фонда РСФСР.
В 2005 году по решению президента Чувашской Республики Н. В. Фёдорова монументальный комплекс был снесён, часть композиции из пяти всадников была установлена в парке 500-летия Чебоксар, а её поясняющую часть оставили на месте. Монумент как единое целое в смысле отображения похода с челобитной перестал существовать.
В парке памятник стоял за железным забором с покосившимися фигурами, поломанными копьями. Срок эксплуатации под открытым небом изделий из дуба — 30 лет. Независимый экспертный совет гражданского общества Чувашской Республики изучил состояние памятника. Совет отметил, что имеются факты разрушения цельности монументально-декоративного комплекса, а ненадлежащее хранение монумента привело к его техническому разрушению. Совет предложил вернуть монумент автору на хранение, поскольку в свое время он выполнен им по личной инициативе за счёт спонсорских средств и подарен народу безвозмездно для демонстрации, а также выделить средства для консервации монумента из бюджета республики или города Чебоксары и Чебоксарского района. Предлагалось главам Чувашской Республики, города Чебоксары и Чебоксарского района решить вопрос о выделении площади 1 га из состава земель города и 1 га из состава земель Чебоксарского района для образования этнопарка по Канашскому шоссе для использования элементов монумента в этом комплексе.
В 2005 году скульптура была перевезена в парк культуры и отдыха имени 500-летия г. Чебоксары, где простояла 11 лет.
В 2016 году демонтирована и передана Фёдору Мадурову; её детали были вывезены на территорию микрорайона Альгешево, где до сих пор находятся под открытым небом (2018). Памятник списан с баланса города Чебоксары.